# Raphael Bauer
Raphael Bauer (* 15. November 2005 in Wien) ist ein österreichischer Fußballspieler.

## Karriere
Bauer begann seine Karriere bei der TSU Martinsberg. Im März 2013 wechselte er zum SCU Kottes. Zur Saison 2015/16 kehrte er nach Martinsberg zurück. Zur Saison 2017/18 wechselte er zum SC Zwettl. Zur Saison 2019/20 wechselte er in die Jugend des SV Horn. Im August 2021 spielte er erstmals für die Amateure der Horner in der siebtklassigen 1. Klasse. In der Saison 2021/22 kam er insgesamt zu 13 Einsätzen in der 1. Klasse.
Im August 2022 stand er gegen den FC Blau-Weiß Linz erstmals im Kader der Profis. Sein Debüt gab er schließlich im September 2022, als er am zehnten Spieltag der Saison 2022/23 gegen den SK Vorwärts Steyr in der 90. Minute für Albin Gashi eingewechselt wurde. Insgesamt kam er für Horn zu elf Zweitligaeinsätzen.
Zur Saison 2024/25 kehrte er leihweise zum viertklassigen SC Zwettl zurück. Für Zwettl kam er zu 14 Einsätzen in der Landesliga. Im Jänner 2025 kehrte er wieder nach Horn zurück, wo er aber nur noch zum Kader der Amateure zählte. Zur Saison 2025/26 rückte er wieder in den Kader der ersten Mannschaft, die mittlerweile in die Regionalliga abgestiegen war.